# بني سوغات (أولاد مكودو)
بني سوغات هي إحدى مشيخات المملكة المغربية، تتبع جغرافيا لإقليم صفرو وإداريًا لأولاد مكودو. يقدر عدد سكانها بـ 3773 نسمة حسب الإحصاء الرسمي للسكان والسكنى لسنة 2004.